# Deseatîna, Horohiv
Deseatîna (în ucraineană Десятина) este un sat în comuna Mîrne din raionul Horohiv, regiunea Volînia, Ucraina.

## Demografie
Componența lingvistică a localității Deseatîna
     Ucraineană (97,92%)
     Rusă (2,08%)
Conform recensământului din 2001, majoritatea populației localității Deseatîna era vorbitoare de ucraineană (97,92%), existând în minoritate și vorbitori de rusă (2,08%).